# Афинодор Родосский

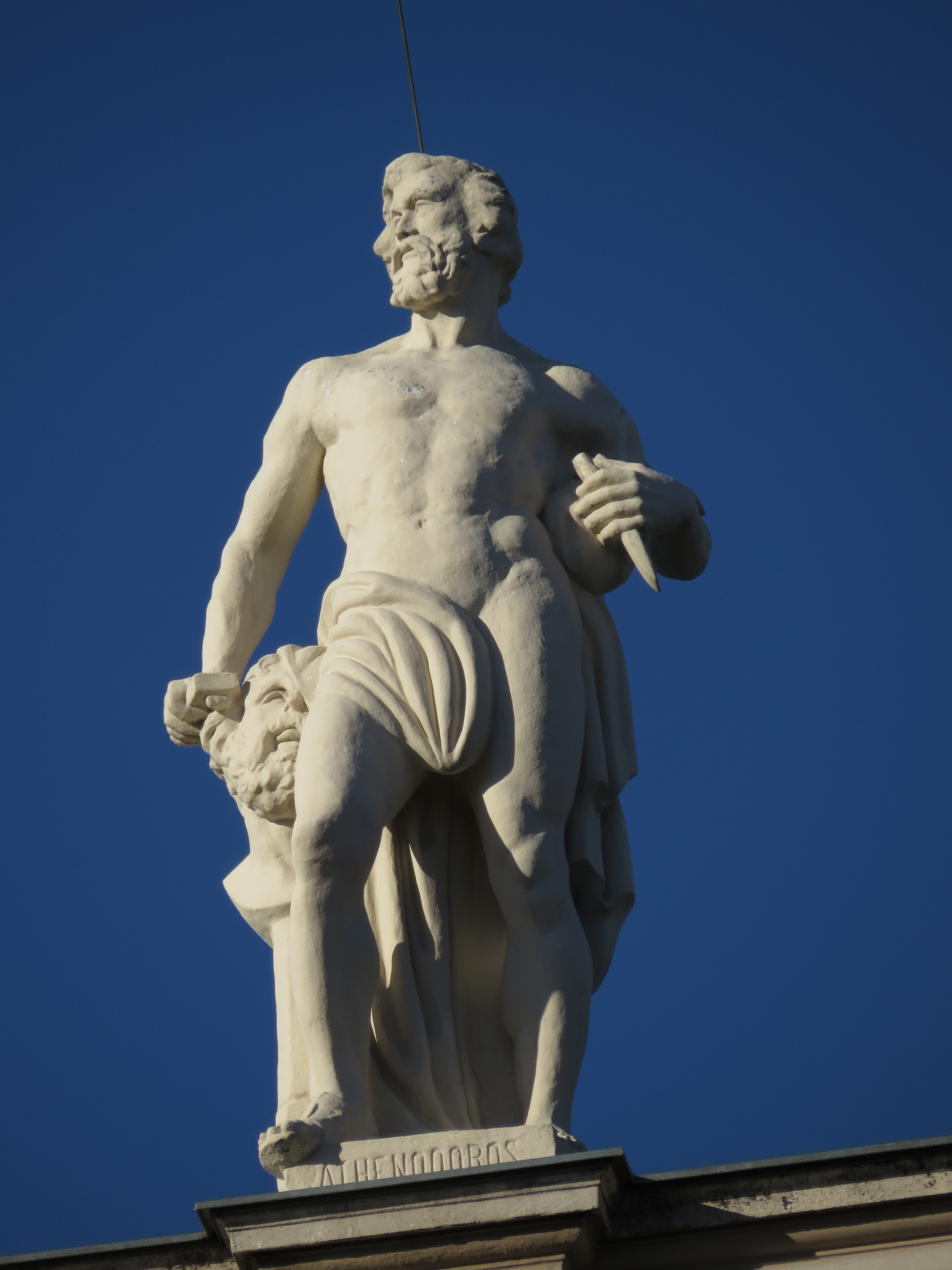
Афинодор Родосский, Венский музей истории искусств

Афинодор Родосский (др.-греч.  Ἀθανόδωρος, Athanódōros ) — древнегреческий скульптор II—I веков до нашей эры. Родом с Родоса. По некоторым данным, был сыном и учеником Агесандра.
Жил во времена римского императора Веспасиана. В сотрудничестве с Агесандром и Полидором был одним из создателей знаменитой скульптурной группы «Лаокоона с сыновьями», известного произведения эллинистической скульптуры, которое сейчас находится в музеях Ватикана.

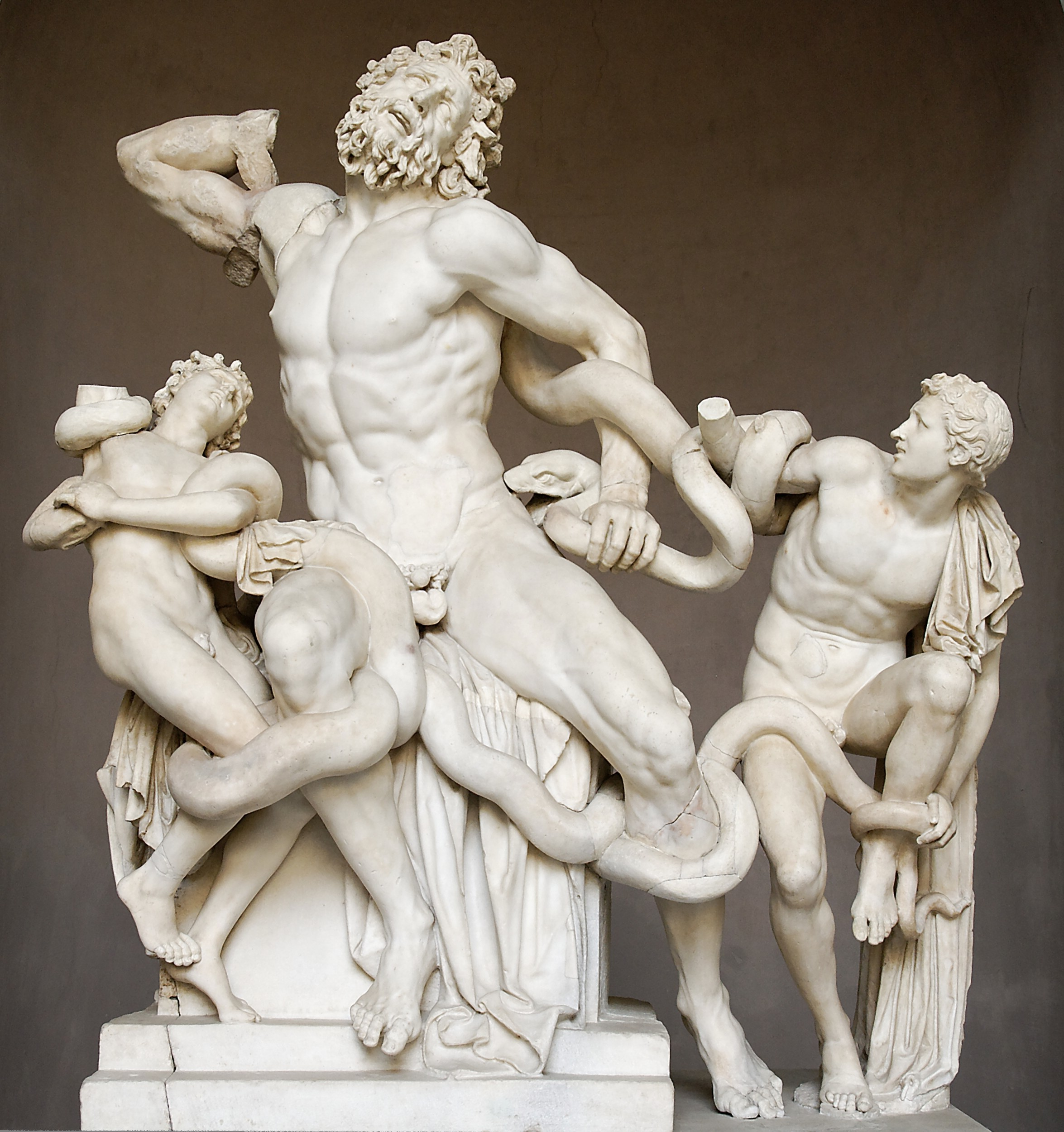
Лаокоон и его сыновья, работа Агесандра, Афинодора и Полидора, I век до н. э.